# باشگاه فوتبال میامی سیتی
باشگاه فوتبال اف‌سی میامی سیتی (FCMC) یک باشگاه فوتبال آمریکایی مستقر در جنوب فلوریدا است. این باشگاه در لیگ دسته دوم ایالات متحده، دستهٔ چهارم در سیستم لیگ فوتبال ایالات متحده، بازی می‌کند.

## تیم مردان

### بازیکنان برجسته
مدافعان:
- هوگو لروکس
- ویکتور نیرنولد
- جانی کمپبل
- جاناتان پارپیکس
- هروه باتومنیلا

هافبک‌ها:
- مارسل مهووی
- سیدنی گووو
- دارن ریوس
- برایان آرگوئز
- پتریک لوپز

مهاجمان:
- دیوید سانتاماریا